# Leodora argutus
Leodora argutus är en ringmaskart som först beskrevs av Bush in Moore 1903.  Leodora argutus ingår i släktet Leodora och familjen Serpulidae. Inga underarter finns listade i Catalogue of Life.